# Lawrence Castro
Lawrence Augusto Castro Vivas, Lawrence Castro o Cachaco (3 de noviembre de 1981 en Táriba Estado Táchira, Venezuela), es un joven dirigente político venezolano, politólogo, experto en campañas electorales, egresado de la Universidad de Los Andes y actual Diputado suplente a la Asamblea Nacional electo por el Circuito 3 del Estado Mérida (Conformado por los Municipios Libertador y Santos Márquina) en los comicios parlamentarios del 6 de diciembre de 2015, también se desempeña como diputado Principal al Parlamento del Mercado Común del Sur (en sus siglas PARLASUR). Es miembro fundador y Coordinador Nacional del partido Voluntad Popular Activistas, actualmente Coordinador Regional de Voluntad Popular Mérida.

## Carrera Política

### Universitaria
Lawrence Castro o "Cachaco", como fue apodado durante sus estudios universitarios, fue dirigente estudiantil  de la Universidad de Los Andes desde el año 2000 cuando comenzó sus estudios, formó parte de la organización estudiantil Movimiento 13 de marzo.
Formó parte del Movimiento Estudiantil Venezolano junto a otros jóvenes dirigentes universitarios, a los que se les conoce como la Generación del 2007, quienes dirigieron la campaña electoral por el “NO” en contra del Referéndum constitucional de Venezuela de 2007.
En 2008, tras su salida de las filas del Movimiento 13 de marzo, fundó el movimiento estudiantil Equipo 10 junto a otros exdirigentes del M-13 como Golfredo Morett, Macarena Gonzalez y Diego Cabrita.
En 2009 fundó la Federación Venezolana de Estudiantes de Ciencias Políticas, de la cual se convirtió en su Presidente Fundador.

### Carrera Política Nacional
En 2009 fundó junto a otros líderes estudiantiles y dirigentes políticos el Movimiento Político y Social Voluntad Popular, entre sus fundadores el dirigente político Leopoldo López, movimiento que fue elevado a partido político tiempo después y el cual realizó elecciones internas para la conformación de su estructura nacional el 10 de julio de 2011, en donde Lawrence Castro resultó elegido miembro de la dirección política nacional junto a otros dirigentes como Freddy Guevara, Juan Andrés Mejía, Lester Toledo, Adriana Pichardo, Luis Florido, Roberto Marrero, Alejandro Plaz, Juan Guaidó, Fabiola Colmenares y Antonio Rivero.
En 2012 fue miembro del comando de campaña del dirigente político Daniel Ceballos para su candidatura a las primarias de la mesa de la unidad democrática para optar como candidato del mencionado frente a la Alcaldía de la ciudad de San Cristóbal en el estado Táchira, luego en 2013 fue jefe de campaña de los candidatos Daniel Ceballos y Warner Jiménez a las Alcaldías de San Cristóbal y Maturín respectivamente, cargo que repitió en 2014 al llevar la campaña de la esposa de Ceballos a la Alcaldía de la capital del estado Táchira, tras la aprehensión y destitución del Alcalde por parte del gobierno de Nicolás Maduro.
En 2015 asume las riendas del partido Voluntad Popular en el estado Mérida, y eso mismo año asumió la candidatura a diputado suplente a la Asamblea Nacional de Venezuela por el circuito Nº 03 (Conformado por los Municipios Libertador y Santos Márquina), cargo que estaría bajo la titularidad del parlamentario William Dávila, en donde resultarón ganadores tras derrotar a la formula del PSUV, tras ser instituida la Asamblea fue designado como diputado al Parlasur.
Resultados Elecciones Parlamentarias de 2015, Diciembre 2015
| CANDIDATO Suplente                                           | Votos Fuente: | Porcentaje |
| ------------------------------------------------------------ | ------------- | ---------- |
| William Daniel Dávila Barrios: Lawrence Augusto Castro Vivas | 102.406       | 74,22%     |
| JORGE SANDOVAL: MARY ARIAS                                   | 30.855        | 22,36%     |
| VILLCA FERNANDEZ: LUZ ZAMBRANO                               | 3.527         | 2,55%      |
| NULO:                                                        | 6.996         | 4,82 %     |
| Total Electores:                                             | 183.415       | 100%       |
| Total Votantes:                                              | 144.959       | 79,71 %    |
| Abstención:                                                  | 38.456        | 20,29%     |